# Glad parelzaad
Het glad parelzaad (Lithospermum officinale) is een overblijvende plant uit de ruwbladigenfamilie (Boraginaceae) die voorkomt op kalkhoudende grond in gematigde streken van Europa en Azië.
Het glad parelzaad is in Vlaanderen en Nederland vooral te vinden in kalkrijke duinen.

## Naamgeving enetymologie
- Synoniemen: Margarospermum officinale (L.) Decne.
- Frans: Herbe aux perles, Grémil officinal
- Duits: Echter Steinsame
- Engels: Common Gromwell, European Stoneseed

De botanische naam Lithospermum is een samenstelling van Oudgrieks λίθος, lithos (steen) en σπέρμα, sperma (zaad), vanwege de op steentjes lijkende vruchtjes. De soortaanduiding officinale betekent 'geneeskrachtig'.

## Kenmerken

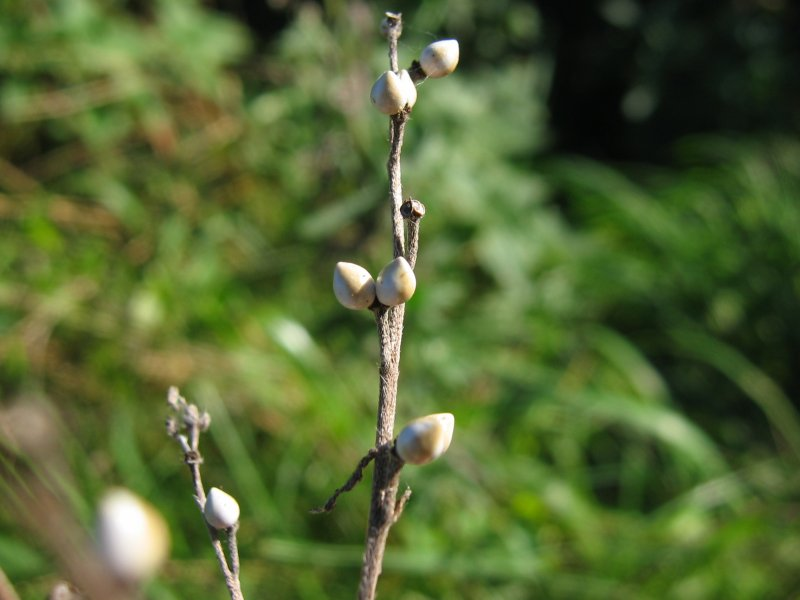
nootjes

Het glad parelzaad is een 30 tot 100 cm hoge overblijvende, kruidachtige plant die overwintert met een stevige wortelstok (hemikryptofiet). De stevige, rechtopstaande stengels zijn bovenaan sterk vertakt, behaard en dicht bebladerd. De soort groeit vaak in pollen. De bladeren zijn lijnvormig tot breed langwerpig, met een spitse top en duidelijke zijnerven. De bovenste bladeren zijn niet gesteeld.
De bloemen staan in een bebladerde, opgerolde schicht. Ze zijn 4 tot 6 mm lang. De kelk is diep gedeeld. De kroon is iets langer dan de kelk, geel- of groenachtig wit, trechtervormig, met kleine, behaarde keelschubben.
De vrucht is een vierdelige splitvrucht met vier glanzende, grijsachtige tot lichtbruine nootjes.
De plant bloeit van mei tot juli.

## Habitaten verspreiding
Glad parelzaad groeit voornamelijk op droge, voedselarme tot matig voedselrijke, stikstofrijke kalkhoudende bodem op open of halfbeschaduwde standplaatsen. Hij is te vinden in struwelen op kalkrijke grond, duindoornstruwelen, duin-berkenbos, op kalksteenwanden, rond mergelgroeven, en soms in akkers.
Hij komt van nature verspreid voor in gematigde streken van Europa van Denemarken tot in het Middellandse Zeegebied, oostelijk tot in Midden-Azië en Japan. De plant is ingeburgerd in Noord-Amerika en Zuid-Afrika.
In Nederland is de soort vrij algemeen in het Renodunaal district en elders zeldzaam tot zeer zeldzaam.
... · 
L.arvense (Ruw parelzaad) · 
L.officinale (Glad parelzaad) · 
L.purpurocaeruleum (Blauw parelzaad) · 
...